# PIGP
PIGP (англ. Phosphatidylinositol glycan anchor biosynthesis class P) – білок, який кодується однойменним геном, розташованим у людей на короткому плечі 21-ї хромосоми. Довжина поліпептидного ланцюга білка становить 158 амінокислот, а молекулярна маса — 18 059.
| 10         |  | 20         |  | 30         |  | 40         |  | 50         |
| ---------- |  | ---------- |  | ---------- |  | ---------- |  | ---------- |
| MVPRSTSLAL |  | IVFLFHRLSK |  | APGKMVENSP |  | SPLPERAIYG |  | FVLFLSSQFG |
| FILYLVWAFI |  | PESWLNSLGL |  | TYWPQKYWAV |  | ALPVYLLIAI |  | VIGYVLLFGI |
| NMMSTSPLDS |  | IHTITDNYAK |  | NQQQKKYQEE |  | AIPALRDISI |  | SEVNQMFFLA |
| AKELYTKN   |  |            |  |            |  |            |  |            |

A: Аланін

D: Аспарагінова кислота

E: Глутамінова кислота

F: Фенілаланін

G: Гліцин

H: Гістидин

I: Ізолейцин

K: Лізин

L: Лейцин

M: Метіонін

N: Аспарагін

P: Пролін

Q: Глутамін

R: Аргінін

S: Серин

T: Треонін

V: Валін

W: Триптофан

Кодований геном білок за функціями належить до трансфераз, глікозилтрансфераз. 
Задіяний у такому біологічному процесі, як альтернативний сплайсинг. 
Локалізований у мембрані.